# Glycobiarsol
Glycobiarsol (tên thương mại Milibis) là một chất chống nguyên sinh đã được sử dụng ở người  cũng như ở chó.